# Nakajima Takanori
Takanori Nakajima (sinh ngày 9 tháng 2 năm 1984) là một cầu thủ bóng đá người Nhật Bản.

## Sự nghiệp câu lạc bộ
Takanori Nakajima đã từng chơi cho Shonan Bellmare, Yokohama FC, Avispa Fukuoka, Kashiwa Reysol và Gainare Tottori.